# Pasiphila furva
Pasiphila furva là một loài bướm đêm trong họ Geometridae.